# Galeries Syra
La galeria d'art Syra va ser una sala d'exposicions de Barcelona que de seguida va destacar en la difusió de l'art d'avantguarda a Catalunya.
Montserrat Isern la va inaugurar l'any 1931 al carrer de la Diputació, esdevenint la primera dona responsable d'una galeria d'art. Ja en aquest moment la galeria es va posicionar com un espai de trobada d'artistes i un punt de referència.
Durant la Guerra Civil, la pintora Ángeles Santos hi va resguardar el seu quadre de grans dimensions Un món (1928).
Acabada la Guerra Civil, l'1 de gener de 1940 les Galeries Syra van obrir un nou local a la planta baixa de la Casa Batlló del Passeig de Gràcia, que llavors era el cor del mercat de l'art barceloní. Decorada per Alexandre Cirici i Pellicer, combinava els objectes de regal amb la sala d'exposicions, que era al fons de la botiga.
Després del conflicte bèl·lic, que havia aturat completament la dinàmica artística de Barcelona, la ciutat va viure una nova efervescència i agitació. Els nous rics, el comerç de sotamà i la possibilitat que l'art pogués “netejar” guanys i evadir impostos van motivar l'obertura d'una gran quantitat de galeries. Entre d'altres, a més de les Galeries Syra, hi havia Argos, Barcino, el Jardí i les galeries Laietània.
En aquest context, la sala va destacar per exposar obres d'una qualitat superior al que s'exhibia a la ciutat. Durant la temporada 1939-40, per exemple, s'hi van poder veure obres de Rafael Benet i de Jaume Mercadé. L'any 1941 va celebrar el seu desè aniversari amb la mostra Exposición de escultura mediterránea, en la qual van participar Manolo Hugué, Antoni Casamor, Josep Dunyach, Josep Clarà, Rafael Solanic, Maria Llimona i Antoni Cumella. En els anys posteriors hi van exposar, entre d'altres, Miquel Villà (1943), Joaquim Sunyer (1944), Joan Vilacasas (1944) i Javier Vilató (1945).
Tant per exposar obra com per participar en les tertúlies del vespre, als anys quaranta i cinquanta s'hi trobaven artistes com Domènec Olivé, els escultors Josep Granyer i Josep Busquets, els pintors Rafael Benet, Emili Bosch, Miquel Villà i Ramon Rogent, amb les seves esposes, o Joaquim Sunyer, Sebastià Sunyer i Olga Sacharoff.
La galeria, doncs, es convertí en un punt de referència obligat per entendre una gran part de l'art català de la segona meitat del segle xx. Hi van exposar també artistes com Josep Amat, Pere Daura, Emili Grau Sala, Francesc Gimeno, o Josep Guinovart, que hi va fer la seva primera exposició. La sensibilitat de Montserrat Isern va oferir una finestra a pintores com Àngels Santos, Olga Sacharoff o Soledad Martínez.
El dibuixant i caricaturista Jaume Passarell i Ribó en va ser administrador i el fotògraf Francesc Serra i Dimas hi va treballar reproduint obres per als catàlegs i difusió.
Va existir fins a la mort de la seva propietària el 9 de juliol de 1986.